# 必麒麟
必麒麟，CMG（英語：William Alexander Pickering，或譯畢麒麟、白麒麟，1840年6月9日—1907年1月26日），是一位出身英國諾丁罕郡的探險家與官員。他在1863年抵達臺灣，並先後任職於打狗子口海關、安平海關、天利行、怡記洋行。他曾深入臺灣山區探訪並留下大量相關文獻紀錄。

## 生平
必麒麟16歲開始航海生涯，在英國東印度公司擔任水手多年之後，1862年進中國海關，1864年由打狗海關稅務司威廉·麥克士威（William Maxwell）遴選來臺灣鳳山縣打狗（今高雄），擔任海關水上稽查員（Tidewaiter）。
1863年4月，必麒麟在臺灣樟腦主要生產地之一的彰化縣五叉港（今臺中梧棲漁港），大量收購樟腦，引起清廷的查緝扣押，但必麒麟仍不甘心，8月，必麒麟再度在五叉港秘密收購，再度遭到清廷查緝，在查緝過程中，必麒麟為了拒捕而開槍擊傷清廷官兵，此一事件使雙方關係陷入緊張。
1864年必麒麟由打狗（今高雄市）經阿猴（今屏東縣屏東市）到萬金（今屏東縣萬巒鄉），試圖到排灣族部落探勘。
1865年1月1日（同治三年十二月初四），安平（今臺南）成立分關，必麒麟受命負責安平關務。不過他年底就辭職，翌年初成為天利行經理。
1866年必麒麟由六龜進入中央山脈，試圖尋找肉桂、高山茶等物資。
1867年5月某個夜晚，天利行所信任一位華籍買辦將所有庫存鴉片、現金全部監守自盜，乘艇離去。因為他偽刻釐金局印戳，走漏釐金，東窗事發，只好遠走，府城天利行因此被抄沒、拍賣，買主是1866年剛設立的怡記洋行（ Elles & Co.），而必麒麟也就轉任怡記洋行府城代理人，麥斐兒兄弟（James & Neil McPhail）黯然離臺。
1867年6月，必麒麟協助美國福爾摩沙遠征，征討在羅發號事件中劫殺出草美籍船難者的排灣族原住民。後來作為通譯，協助於李仙得9月4日扺臺，9月10日會合台灣總兵劉明燈率兵士500員隨行，越過番界，於9月23日深入琅𤩝，之後李仙得以劉明燈部隊留守後方繼續前行。10月10日，李仙得於今恆春城外的出火面會斯卡羅總頭目卓杞篤，雙方達成口頭協議；美國表示對斯卡羅的友好，如果原住民秉持人道精神不再殺害海難生還者，美國不會再出兵；而斯卡羅亦釋出善意，保證不殺害將來以紅旗作識別求援的海難生還者。此口頭協議，俗稱南岬之盟。
1868年（同治七年）3月，英商德記洋行經理哈智（Hardie）自打狗（今高雄）往府城（今臺南）在路途中，被臺灣道衙門的隸卒毆打成傷。同時另有英商怡記洋行所有價值六千銀元的樟腦，在五叉港被滿清官方沒收。8月，英國與清廷爆發樟腦戰爭，最後雙方簽訂《樟腦條約》。
1869年2月，李仙得再度來台確認原住民是否遵守1867年的口頭協議，2月28日與卓杞篤再度會面，雙方再進一步以書面方式立下非正式的諒解備忘錄，並保證日後不再殺害西洋船舶海難人員等等。李仙得1869年提交給美國政府的報告中收錄此非正式的諒解備忘錄。
1870年，必麒麟因病返英國休養，在倫敦巧遇當時的海峽殖民地（昔日英國在東南亞的殖民地，今馬來西亞、星加坡）總督哈里·奧德，獲邀前往海峽殖民地任職。
1877年，必麒麟靠著極佳的語言能力（通曉泉漳話、潮州話、粵語、客家話），及過人的膽識，一路從當地的華語通譯官晉升到首任華民護衛司，不僅斡旋調停當地華人黑幫的械鬥與火拚，也負責掃蕩非法的苦力、雛妓、人口販賣。
1887年7月18日，必麒麟的作為遭到黑幫成員、潮州人木匠蔡亞惜襲擊而重傷，因始終無法康復，最後不得不於1890年退休返國。

## 著作
1898年，必麒麟在退休後完成了他對臺灣探險的回憶錄《Pioneer in Formosa-Recollections of Adventures among Mandarins,Wreckers, and Head-hunting Savages, London, 1898》，這本精彩的回憶錄至少有四種中譯本: 
- 老臺灣（吳明遠譯，臺灣研究叢刊第六十種，臺灣銀行經濟研究室出版，1959）。
- 發現老臺灣（陳逸君譯，臺原出版社，1995）
- 歷險福爾摩沙 （陳逸君譯，原民出版社，1999）
- 歷險福爾摩沙：回憶在滿大人[[[Wikipedia:格式手册/链接#章節|錨點失效]]]、海賊與「獵頭番」間的激盪歲月（陳逸君譯，前衛出版社，2010）。

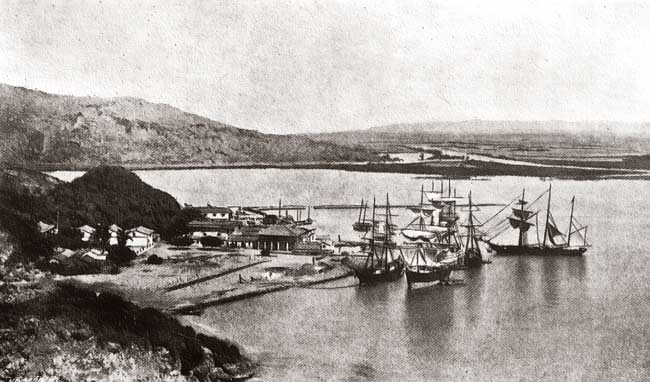
必麒麟回憶錄中打狗港的影像
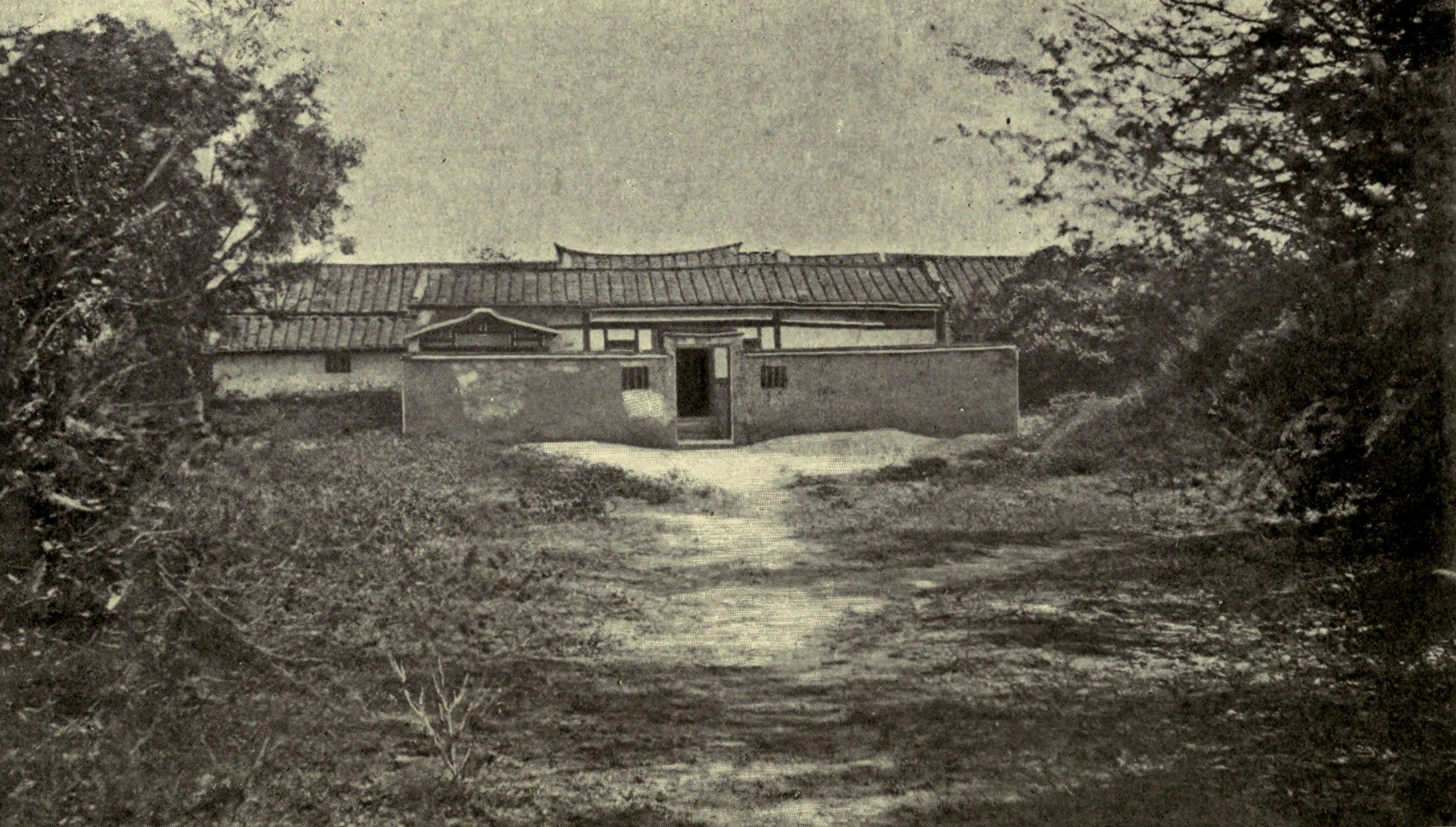
必麒麟回憶錄中臺灣府糧倉的影像
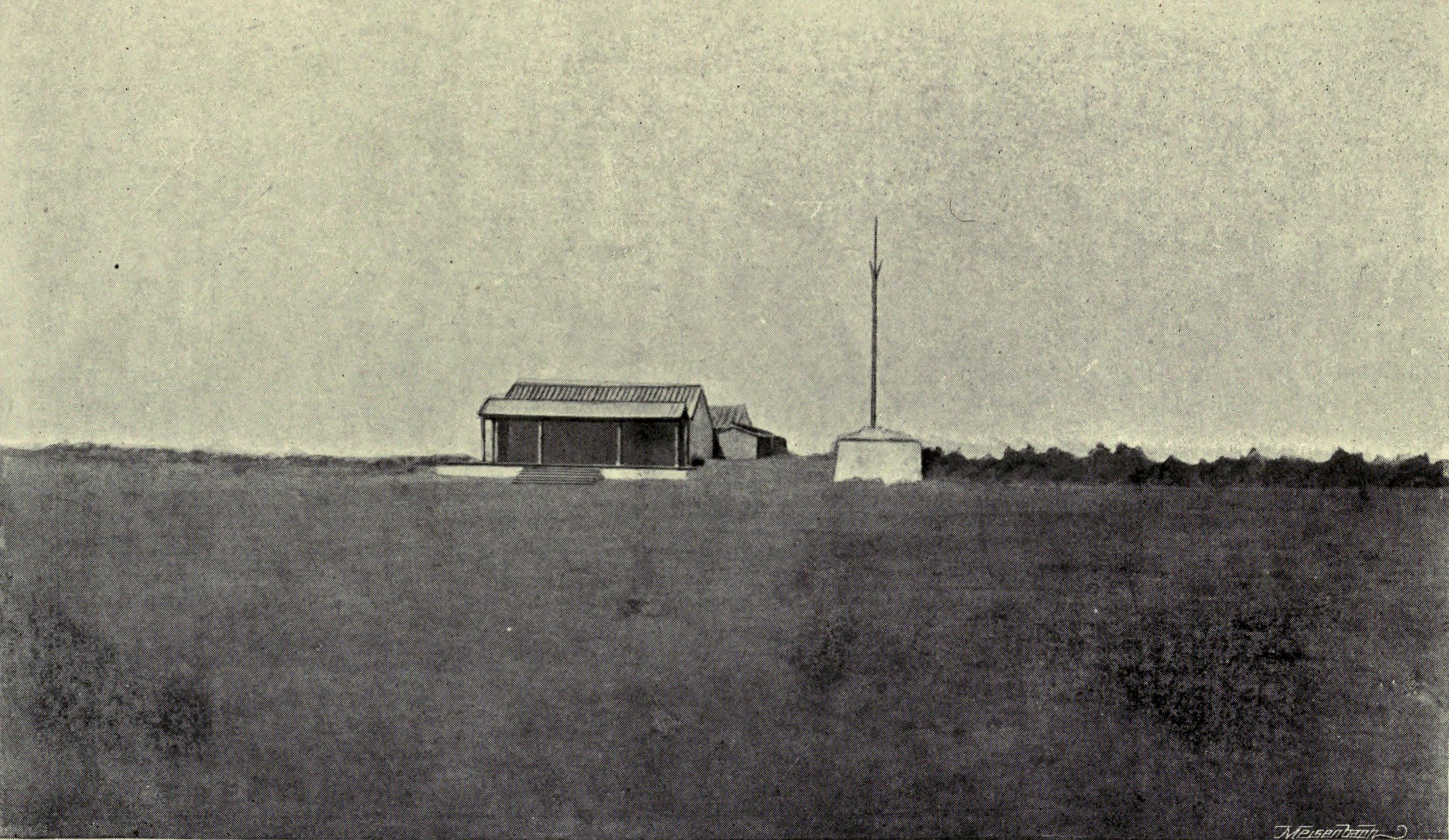
必麒麟回憶錄中臺灣府閱兵場的影像

## 紀念
新加坡有一條必麒麟街（原名澳門街），以紀念他的功績。

## 影視形象
| 年份   | 作品       | 演員   |
| ------ | ---------- | ------ |
| 2021年 | 《斯卡羅》 | 周厚安 |

## 趣聞
2021年臺灣電視劇《斯卡羅》中必麒麟的飾演者周厚安乃同月同日生，兩人剛好相差150歲。